# Krytox
Krytox es una marca registrada por DuPont para su familia de lubricantes sintéticos de alto desempeño (grasas y aceites) desarrollado para la NASA en los años 1960 y es usado desde entonces en naves espaciales, pasando por componentes automotrices, hasta microchips. Es un fluoropolímero, lubricante que combina en su fórmula el PTFE - PoliTetraFluoroEtileno (comercialmente conocido como Teflón) y un aceite de PFPE PerFluoroAlquilEter.
Es térmicamente estable, no inflamable (aun en oxígeno líquido), insoluble en agua, ácidos, bases y la mayoría de los disolventes orgánicos. Tiene muy baja presión de vapor y la temperatura útil es de -60 a +399 °C. Es resistente a la radiación, haciéndolo útil para su uso espacial y en la industria nuclear. Puede soportar la extrema presión y alto estrés mecánico.